# Rudolf Jung (Historiker)

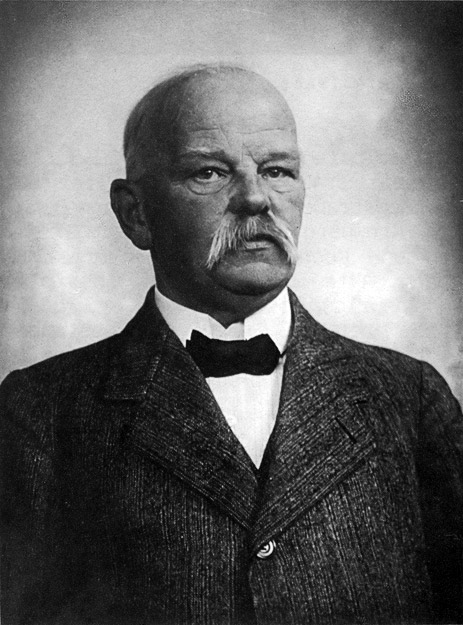
Rudolf Jung, um 1910

Jakob Ernst Rudolf Jung (* 24. März 1859 in Frankfurt am Main; † 26. April 1922 ebenda) war ein deutscher Archivar und Historiker.

## Leben
Jung war ein Sohn des Konsistorialrates Philipp Jung (1828–1902). Er besuchte von 1866 bis 1872 die Musterschule und von 1872 bis 1879 das Städtische Gymnasium in Frankfurt am Main. Nach dem Studium in Leipzig, Freiburg, Berlin und Marburg leistete er seinen Militärdienst in Frankfurt ab.
1884 bis 1886 wirkte Jung an der Herausgabe der Reichstagsakten mit, die von der Historischen Kommission der Bayerischen Akademie der Wissenschaften betreut wurde.
Seit 1883 gehörte Jung dem Freien Deutschen Hochstift an, zu dessen Bibliothekar und Verwaltungsschreiber er 1884 berufen wurde. 1888 wurde er Nachfolger von Hermann Grotefend als Leiter des Frankfurter Stadtarchivs. Er schuf eine systematische Ordnung der Archivalien, welche die Sammlung für die Allgemeinheit nutzbar machen sollte und im Grundsatz bis heute Bestand hat. Unter seiner Leitung, die er bis zu seinem Tod und somit fast 34 Jahre ausübte, wurde das Frankfurter Stadtarchiv zum am besten eingerichteten und strukturierten Archiv Deutschlands.
Seit 1883 gehörte er dem Frankfurter Verein für Geschichte und Altertumskunde an, dessen erster Vorsitzender er von 1883 bis 1913 war und dessen Archiv und Bibliothek er seit 1888 verwaltete. Als Herausgeber betreute er die Publikationen des Vereins, unter anderem das Archiv für Frankfurts Geschichte und Kunst, die Vierteljahresschrift Alt-Frankfurt und die Mitteilungen über Römische Funde in Heddernheim. Er war auch Mitbegründer des Vereins für das Historische Museum und der Historischen Kommission der Stadt Frankfurt am Main.
Jung war Mitarbeiter zahlreicher Fachpublikationen und Freier Mitarbeiter von Frankfurter Tageszeitungen, darunter der Frankfurter Zeitung, Frankfurter Nachrichten und der Didaskalia.
Nach Jung wurde die Jungstraße in Frankfurt-Bockenheim benannt. Sein Grab befindet sich auf dem Frankfurter Hauptfriedhof.

## Werke (Auswahl)
Jung war Autor zahlreicher Werke zur Frankfurter Geschichte. Für die Allgemeine Deutsche Biographie verfasste er 46 Artikel.
Zu seinen bedeutenden Werken gehören
- Frankfurter Chroniken und annalistische Quellen zur Reformationszeit: Nebst einer Darstellung der Frankfurter Belagerung von 1552. Frankfurt 1888 (Digitalisat) (= Quellen zur Frankfurter Geschichte, Bd. 2) – bis heute das Standardwerk über die Belagerung der Stadt im Jahr 1552.
- Inventare des Frankfurter Stadtarchivs. (Bd. 1, 1888 von Hermann Grotefend), Bd. 2–4, 1889–1894.
- Die Frankfurter Landgemeinden. 1895.
- Das historische Archiv der Stadt Frankfurt am Main: seine Bestände und seine Geschichte. Frankfurt 1896 (Digitalisat).
- Neubearbeitung: Das Frankfurter Stadtarchiv. Seine Bestände und seine Geschichte. (= Veröffentlichungen der Historischen Kommission der Stadt Frankfurt a. M., Bd. 1), Frankfurt am Main 1909 (ULB Tirol).
- Johann Friedrich v. Uffenbach (1687–1769). 1900.
- Das Frankfurter Stadtarchiv, seine Bestände und seine Geschichte. 1909.
- Die englische Flüchtlings-Gemeinde in Frankfurt am Main 1554–1559. 1910.
- Frankfurter Hochschulpläne: 1384–1868. 1915.
- Zusammen mit Carl Wolff und Julius Hülsen: Die Baudenkmäler in Frankfurt am Main, Architekten- und Ingenieur-Verein, Band 1: Kirchenbauten (1896) (Volltext online), Band 2: Weltliche Bauten (1898) (Volltext online), Band 3: Privatbauten (1914) (Volltext online).